# Endocentryzm
Endocentryzm – właściwość konstrukcji gramatycznej złożonej z dwóch lub więcej elementów polegająca na tym, że ta konstrukcja należy do tej samej klasy, co jeden z elementów. W praktyce oznacza to, że można zastąpić całe wyrażenie tym elementem.
Np. wyrażenie „czarny kot” jest endocentryczne i można je zastąpić wyrażeniem „kot”: „czarny kot przebiegł drogę” – „kot przebiegł drogę”; słowo ojcobójca można zastąpić słowem zabójca.